# Sulphide Creek
Der Sulphide Creek ist als etwa vier Kilometer langer Gletscherbach ein Nebenfluss des Baker Rivers in den Countys Whatcom und Skagit im US-Bundesstaat Washington. Er fließt in einem steilen und engen Canyon an der Südostflanke des Mount Shuksan, innerhalb des North-Cascades-Nationalparks. Obwohl als Bach bezeichnet ist er wegen seiner großen Abflussmenge flussartig. Seine Quelle liegt in den „massiven“ Gletschern Sulphide und Crystal, etwa auf 1769 Metern Höhe. Er fließt ostwärts und sammelt mehrere kleine Zuflüsse ein, bevor er in einer Höhe von 369 Metern in den Baker River mündet. Der Bach ist für eine Serie sehr hoher Wasserfälle bekannt, die sowohl im Hauptstrom als auch in den Zuflüssen zu finden sind.

## Name
Der Name „Sulphide“ ist die britische Schreibweise von Schwefel (am. engl. „sulphur“), die Herkunft ist jedoch unbekannt.

## Verlauf
Nach Verlassen der Gletscher springt der Sulphide Creek über mehrere hundert Meter abwärts über eine Reihe von Grünschiefer-Klippen in einen kleinen Kar-See, den Sulphide Lake. Nach Abfluss aus dem See stürzt er über die Sulphide Creek Falls, einen der höchsten Wasserfälle Nordamerikas in 2.182 ft (665 m) Höhe.
Von den Fällen aus tritt er in ein steiles enges Tal ein, oft als Canyon bezeichnet, das als „ohne Bericht über Abfall und Erkundung“ gilt.
Direkt an der Basis der Fälle fließt ein Zufluss von rechts in den Sulphide Creek. Der Creek wendet sich sanft nach Nordosten und nimmt einen großen Zufluss von links auf. Dieser Zufluss entspringt in mehreren kleinen Schneefeldern an der Ostflanke des Mount Shuksan, deren Bäche sich sammeln und gemeinsam in den Sulphide Creek münden. Die Mount Shuksan Waterfalls sind im Becken dieses Flüsschens zu finden:
- die Seahpo Peak Falls (2.200 ft (671 m))
- die Cloudcap Falls (2.400 ft (732 m))
- die Jagged Ridge Falls (1.500 ft (457 m)) und
- die Rockflow Canyon Falls (200 ft (61 m)).[6]

Der Sulphide Creek setzt seinen Weg im Allgemeinen nach Südosten durch einen Wald bis zur Mündung in den Baker River an dessen rechtem Ufer fort, zwei Zuflüsse oberhalb des Blum Creek und mehrere Meilen oberhalb des Baker Lake, einem Stausee am Baker River, und des Shannon Creek. An der Mündung beträgt die Entfernung zu den Sulphide Creek Falls etwa 3 Kilometer.

## Abflussmenge
Die Abflussmenge des Sulphide Creek an seiner Mündung beträgt im Mittel etwa 15 Kubikmeter pro Sekunde, beachtet man auch den Abfluss des Hauptzweiges an den Sulphide Creek Falls und nimmt man den Abfluss des Zuflusses mit den Rockflow Canyon Falls hinzu.